# Limnophyes yakyabeus
Limnophyes yakyabeus är en tvåvingeart som beskrevs av Sasa och Suzuki 2000. Limnophyes yakyabeus ingår i släktet Limnophyes och familjen fjädermyggor. Inga underarter finns listade i Catalogue of Life.